# Марафон (букмекерская контора)
Марафон — букмекерская контора в России и СНГ. Открылась в октябре 1997 года. Штат сотрудников превышает 3900 человек (оценка на 2009 год). Ставки принимаются на спортивные, финансовые и культурные события. Кроме отделений и филиалов, клиенты компании делают ставки по Интернету. До вступления в силу федерального закона № 244 в 2006 году, занимала 50 % российского букмекерского рынка. Размер уставного капитала компании составляет 100 миллионов рублей. Согласно финансовой отчетности 100% компании принадлежат «‌‌‌Ален Солюшинс Лимитед» из Гонконга, а конечными бенефициарами являются двое граждан Перу.

## Лицензия
ФНС России 12 марта 2010 года выдала лицензию № 14 БК «Марафон» для осуществления букмекерской деятельности. В России в связи с окончанием срока действия лицензии ставки с 1 июля 2009 года временно не принимались.
Летом 2011 года одновременно с выходом закона, запрещающего деятельность по организации и проведению азартных игр с использованием средств связи, стало известно, что БК «Марафон» прекращает деятельность на территории России и продолжает работу в сети Интернет по лицензии, выданной на острове Кюрасао (Нидерландские Антильские острова).
В 2015 году Роскомнадзор на основании судебного решения 2-1687/2013 заблокировал ряд сайтов букмекеров, среди которых оказался и сайт Марафона, что вызвало сильное снижение посещаемости ресурсов. С 2018 по 2020 год у букмекера, несмотря на статус, наблюдалось небольшое улучшение ситуации с выручкой, но посещаемость ресурса продолжает оставаться низкой.